# Mazeu
Mazeu (en llatí Mazaeus, en grec antic Μαζαῖος) era un sàtrapa i militar persa.
Era sàtrapa de Cilícia cap a l'any 361 aC, el primer càrrec que se li coneix. Per algunes monedes trobades, se sap que poc després va ampliar els seus dominis cap a la zona coneguda com a Abar naharâ, "més enllà del riu", és a dir a l'oest de l'Eufrates, la zona que comprenia les actuals Síria, Líban i Israel. Va lluitar contra els fenicis de Sidó, que s'havien revoltat contra Artaxerxes III de Pèrsia amb l'ajuda del faraó Nectabeu II, que contava també amb la col·laboració de 4.000 mercenaris grecs sota el comandament de Mentor de Rodes.
Darios III de Pèrsia el va nomenar sàtrapa de Mesopotàmia. Sembla que era un personatge influent i important, ja que el rei el va prometre a la seva filla Barsina.

## Invasió d'Alexandre el Gran
L'any 334 aC, Alexandre el Gran va envair Àsia Menor, i va derrotar l'exèrcit persa a la batalla d'Issos l'any 333 aC. En aquest moment, Mazeu era sàtrapa de Babilònia, i no apareix el seu nom en cap referència d'aquesta guerra.
L'any 331 aC, Darios II el va enviar al front d'una petita força de cavalleria per vigilar els passos de l'Eufrates a la zona de Thapsacos. Mazeu va impedir que foren acabats els ponts que els macedonis estaven construint al riu però quan va arribar el gros de l'exèrcit macedoni es va retirar i es va reunir amb Darios. Apareix diverses vegades abans de la batalla de Gaugamela o d'Arbela, en la qual va dirigir la cavalleria contra Parmenió. Després de la derrota es va retirar a Babilònia i quan Alexandre es va acostar se li van rendir voluntàriament. Mazeu es va convertir en conseller d'Alexandre, que el va nomenar sàtrapa de Babilònia.
Mazeu va morir l'any 328 aC. Va deixar dos fills, Ardu-Bêl i Vidarna, que van acompanyar Alexandre en la seva marxa cap a l'est.